# Самуел Анеци
Самуе́л Анеци́ (арм. Սամուել Անեցի), — армянский историк, учёный и церковный деятель XII века.

## Жизнь и творчество
Родился в городе Ани. Учился у Геворга вардапета, потом у Ованеса Саркавага. Был иереем, позже стал настоятелем Анийского кафедрального собора. Известен благодаря своему историческому сочинению «Выборки из исторических книг» (арм. «Հավաքմունք ի գրոց պատմագրաց»), именуемое также «Хронология Самуела Анеци». Труд был написан по заказу католикоса Григора Тха. Анеци излагает историю в хронологическом порядке начиная с Адама и доводит до 1176 года. Его «Хронология» была позже продолжена анонимными авторами и доведена до 1358 года. Отличительной чертой Анеци является его критическое отношение к ранним автором. Имея под рукой сочинения Евсевия Кесарийского, Агафангела, Мовсеса Хоренаци, Егише, Лазара Парпеци, Фавстоса Бузанда, Себеоса, Шапуха Багратуни, Ованеса Драсханакертци, Степаноса Таронаци, Ованеса Саркавага и других, Анеци пытается дать обяснения расходящимся сообщениям у них. Несмотря на небольшой размер, «Хронология» Анеци считается очень важным и достоверным источником. Особенно ценны сообщения Анеци о крестовых походах и армяно-арабских отношениях. Труд был переведён на латынь и напечатан вместе с оригиналом в 1818 году в Милане. Впервые полная редакция с комментариями и анализом была издана в 1893 году в Вагаршапате, более полное издание на основе анализа около 70 рукописей вышло в Ереване в 2014 году. Существует и французский перевод.

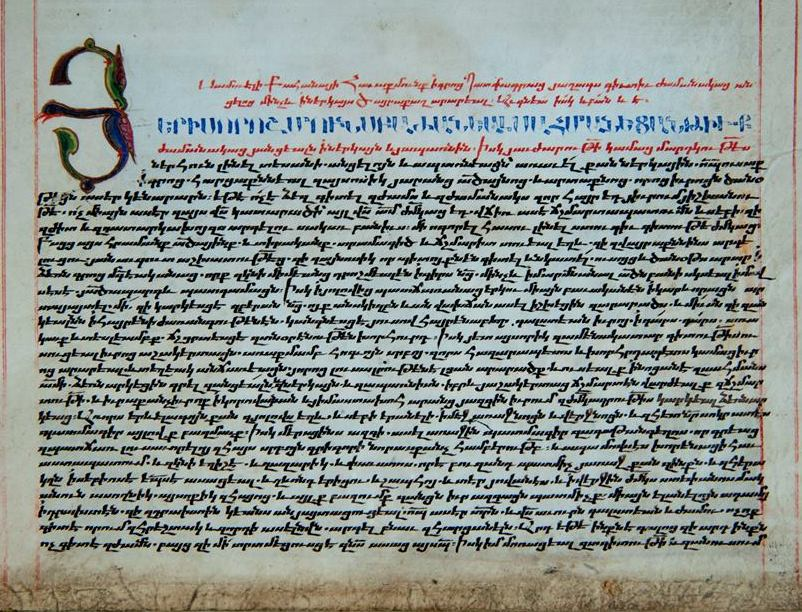
Страница из рукописи «Выборки из исторических книг» Самуела Анеци, 1626 год

Помимо «Хронологии» перу Самуела Анеци принадлежит также сочинение «Истолкование календаря» (арм. «Մեկնութիւն տոմարի»), написанное по просьбе Степанноса Имастасера. Труд состоит из двух частей — в первой части Анеци сравнивает Армянский календарь с Римским, во второй же части автор касается космологических и метеорологических вопросов, пытается дать научное обяснения таким явлениям, как радуга, комета с хвостом, звездопад, молния, гром, дождь, роса, туман, итд. В этом сочинении ярко выражается влияние Анании Ширакаци. Древнейшая из сохранившихся рукописей «Истолковании календаря» датируется 1373 годом.